# Larry Snyder (Leichtathletiktrainer)
Lawrence „Larry“ Snyder (* 9. August 1896 in Canton (Ohio); † 25. September 1982) war ein US-amerikanischer Hürdenläufer, Trainer und Offizier der U.S. Air Force. Er wurde besonders bekannt als Trainer von Jesse Owens.
Larry Snyder wird im Film Zeit für Legenden über Jesse Owens von Jason Sudeikis porträtiert.

## Militärische Karriere
Snyder war nach der Highschool ein Kunstflieger. Er meldete sich freiwillig 1916 als Fluglehrer der US Army für den Ersten Weltkrieg. Im Zweiten Weltkrieg war er Ausbilder bei der US Navy.

## Karriere im Sport
Nach dem Ersten Weltkrieg immatrikulierte sich Snyder an der Ohio State University, wo er 1920 bis 1924 zu den besten amerikanischen 110-m-Hürdenläufern gehörte. Da er sich bei einem Flugzeugabsturz verletzt hatte, konnte er nicht an den Olympischen Sommerspielen 1924 in Paris teilnehmen. Er beendete seine eigene Karriere und begann als Trainer zu arbeiten. Von 1932 bis 1942 und von 1946 bis 1965 war er der Cheftrainer der Ohio State University. Seine Sportler gewannen 8 olympische Goldmedaillen, stellten 14 Weltrekorde auf und wurden 52 Mal als All American ausgezeichnet. Zu seinen Sportlern gehörten u. a. Jesse Owens, Dave Albritton, Mal Whitfield und Glenn Davis.
Snyder war Trainerassistent der amerikanischen Olympiamannschaft der Olympischen Sommerspiele 1952 und Cheftrainer der Leichtathleten bei den Olympischen Sommerspielen 1960. Er wurde in die National Track and Field Hall of Fame aufgenommen.